# E (album của Big Bang)
E là album đĩa đơn tiếng Hàn thứ bảy của ban nhạc nam Hàn Quốc Big Bang, cũng như album đĩa đơn thứ tư (và cũng là cuối cùng) trong series đĩa đơn của album phòng thu tiếng Hàn thứ ba MADE. E được phát hành vào ngày 5 tháng 8 năm 2015 dưới dạng CD và tải kĩ thuật số bởi hãng thu âm YG Entertainment.

## Bối cảnh
Poster cho single đầu tiên "Zutter" được hé lộ vào ngày 24 tháng 7 với sự xuất hiện của G-Dragon và T.O.P, đánh dấu sự trở lại của bộ đôi này sau bốn năm. Tổng giám đốc của YG Entertainment, Yang Hyun Suk, khẳng định vẫn sẽ có bài hát thứ hai do cả nhóm thể hiện. Track còn lại mang tên "Let's Not Fall In Love" được công bố vào ngày 30 tháng 7.
G-Dragon đã gặp nhiều khó khăn khi viết lời rap cho "Zutter". Anh nói "Tôi đã viết lời rap đã được một thời gian dài, nhưng bây giờ, tôi phải kiểm tra đi kiểm tra lại chúng. Bởi lời rap gần đây hay gây tranh cãi ở một số chương trình nên tôi phải liên tục rà soát từng dòng". Seungri tiết lộ chương trình Show Me the Money 4 là nguyên nhân khiến G-Dragon phải làm vậy. Vào ngày 12 tháng 8 năm 2015, "Zutter" bị kênh KBS cấm phát vì nội dung bài hát, lời bài hát cũng như tên bài. YG Entertainment thông báo sẽ không sửa bài hát "để giữ ý nghĩa của bài hát."

## Thương mại và xếp hạng
Trong 24 giờ đầu tiên E bán ra trên 700.000 bản tại Trung Quốc. "Let's Not Fall In Love" và "Zutter" lần lượt xếp tại hai vị trí đầu tiên trên bảng xếp hạng World Digital Songs của Billboard, cân bằng kỉ lục với PSY cho những nghệ sĩ K-pop duy nhất có ba lần có hai ca khúc có mặt trong hai vị trí đầu của World Digital Songs sau thành công với M và A. Hai đĩa đơn tiêu thụ 13.000 bản chỉ trong hai ngày tại Hoa Kỳ.
Tại Hàn Quốc, hai đĩa đơn của album, "Let's Not Fall in Love" và "Zutter" lần lượt chiếm hai vị trí đầu bảng trên Gaon Single Chart với tổng cộng 598.761 bản. Trên bảng xếp hạng Streaming, "Let's Not Fall in Love" đứng ở vị trí thứ ba với 4,797 triệu lượt stream, còn "Zutter" thứ bảy 7 với 4,334 triệu lượt stream.

## Đón nhận
Kpop Starz coi E là album đĩa đơn hay nhất trong MADE Series, còn "Zutter" "có lẽ là đĩa đơn tỏa sáng rực rỡ và phong cách nhất của nhóm tới nay", trong khi "Let's Not Fall In Love" lại "tạo ra giai điệu ngọt ngào và trang nghiêm với giọng hát nửa nhịp nhẹ nhàng." Billboard nhận xét rằng "Let's Not Fall in Love" thể hiện sự tình cảm của nhóm", trong khi "Zutter" lại mang "vẻ hip hop kèm những nhịp dây mặt trống, những tiếng gõ và những tiếng nhạc điện tử gây ảo giác để làm bật lên phong cách khác biệt của cả hai".

## Danh sách track
| E - Single       | E - Single                                                             | E - Single             | E - Single             | E - Single       | E - Single |
| STT              | Nhan đề                                                                | Phổ lời                | Phổ nhạc               | Hòa âm           | Thời lượng |
| ---------------- | ---------------------------------------------------------------------- | ---------------------- | ---------------------- | ---------------- | ---------- |
| 1.               | "Zutter" (쩔어; Jjeoreo) (GD & T.O.P)                                  | G-Dragon, Teddy, T.O.P | Teddy, G-Dragon, T.O.P | Teddy            | 3:14       |
| 2.               | "Let's Not Fall In Love" (우리 사랑하지 말아요; Uri Saranghaji Marayo) | Teddy, G-Dragon        | Teddy, G-Dragon        | Teddy            | 3:32       |
| Tổng thời lượng: | Tổng thời lượng:                                                       | Tổng thời lượng:       | Tổng thời lượng:       | Tổng thời lượng: | 6:46       |

| E - CD           | E - CD                                                                            | E - CD                       | E - CD                             | E - CD           | E - CD     |
| STT              | Nhan đề                                                                           | Phổ lời                      | Phổ nhạc                           | Hòa âm           | Thời lượng |
| ---------------- | --------------------------------------------------------------------------------- | ---------------------------- | ---------------------------------- | ---------------- | ---------- |
| 1.               | "Zutter (쩔어)" (쩔어; Jjeoreo) (GD & T.O.P)                                      | G-Dragon, Teddy, T.O.P       | Teddy, G-Dragon, T.O.P             | Teddy            | 3:14       |
| 2.               | "Let's Not Fall In Love" (우리 사랑하지 말아요; Uri Saranghaji Marayo)            | Teddy, G-Dragon              | Teddy, G-Dragon                    | Teddy            | 3:32       |
| 3.               | "If You"                                                                          | G-Dragon                     | G-Dragon, P.K, Dee.P               | P.K, Dee.P       | 4:24       |
| 4.               | "Sober" (맨정신; Maenjeongshin)                                                   | Teddy, G-Dragon, T.O.P       | Teddy, Choice37, G-Dragon          | Teddy, Choice37  | 3:57       |
| 5.               | "Bang Bang Bang"                                                                  | Teddy, G-Dragon, T.O.P       | Teddy, G-Dragon                    | Teddy            | 3:49       |
| 6.               | "Loser"                                                                           | Teddy, T.O.P, G-Dragon       | Teddy, Taeyang                     | Teddy            | 3:39       |
| 7.               | "Bae Bae"                                                                         | G-Dragon, Teddy, T.O.P       | Teddy, G-Dragon, T.O.P             | Teddy            | 2:49       |
| 8.               | "We Like 2 Party"                                                                 | Teddy, Kush, G-Dragon, T.O.P | Teddy, Kush, Seo Won Jin, G-Dragon | Teddy, Kush      | 3:16       |
| 9.               | "Zutter" (쩔어; Jjeoreo) (GD & T.O.P) (Nhạc khí)                                  |                              | Teddy, G-Dragon, T.O.P             |                  | 3:14       |
| 10.              | "Let's Not Fall In Love" (우리 사랑하지 말아요; Uri Saranghaji Marayo) (Nhạc khí) |                              | Teddy, G-Dragon                    |                  | 3:32       |
| Tổng thời lượng: | Tổng thời lượng:                                                                  | Tổng thời lượng:             | Tổng thời lượng:                   | Tổng thời lượng: | 35:19      |

## Doanh số
| Quốc gia   | Doanh số |
| ---------- | -------- |
| Trung Quốc | 821.494  |

## Lịch sử phát hành
| Khu vực       | Ngày                | Định dạng                | Nhãn đĩa               |
| ------------- | ------------------- | ------------------------ | ---------------------- |
| Hàn Quốc      | 5 tháng 8 năm 2015  | Tải nhạc kĩ thuật số     | YG Entertainment       |
| Toàn thế giới | 5 tháng 8 năm 2015  | Tải nhạc kĩ thuật số     | YG Entertainment       |
| Hàn Quốc      | 12 tháng 8 năm 2015 | Tải nhạc kĩ thuật số, CD | YG Entertainment, YGEX |
| Toàn thế giới | 12 tháng 8 năm 2015 | Tải nhạc kĩ thuật số, CD | YG Entertainment, YGEX |
| Nhật Bản      | 12 tháng 8 năm 2015 | Tải nhạc kĩ thuật số, CD | YG Entertainment, YGEX |